# Okręg wyborczy Holborn and St Pancras South
Okręg wyborczy Holborn and St Pancras South powstał w 1950 r. i wysyłał do brytyjskiej Izby Gmin jednego deputowanego. Okręg obejmował południową część dystryktu Holborn w centralnym Londynie. Okręg został zniesiony w 1983 r.

## Deputowani do brytyjskiej Izby Gmin z okręgu Holborn and St Pancras South
- 1950–1953: Santo Jeger, Partia Pracy
- 1953–1959: Lena Jeger, Partia Pracy
- 1959–1964: Geoffrey Johnson Smith, Partia Konserwatywna
- 1964–1979: Lena Jeger, Partia Pracy
- 1979–1983: Frank Dobson, Partia Pracy